# (10424) Gaillard
(10424) Gaillard est un astéroïde de la ceinture principale.

## Description
(10424) Gaillard est un astéroïde de la ceinture principale. Il fut découvert le 20 janvier 1999 à Caussols par le projet ODAS. Il présente une orbite caractérisée par un demi-grand axe de 2,35 UA, une excentricité de 0,11 et une inclinaison de 2,3° par rapport à l'écliptique.

## Compléments